# Otto Prinz
Otto Prinz (* 2. August 1905 in Seehausen; † 19. Februar 2003 in München) war ein deutscher Philologe und langjähriger Generalredaktor des Projektes „Mittellateinisches Wörterbuch“ in München. 

## Wirken
Nach dem Besuch des Städtischen Gymnasiums in Halle/Saale 1915–1924 studierte Otto Prinz an der dortigen Universität Klassische Philologie und Romanistik; seit 1928 vervollständigte er seine Studien im französischen Grenoble. Promoviert wurde er dann 1932 in Halle mit der Arbeit „De o et u vocalibus inter se permutatis in lingua Latina quaestiones epigraphicae“ (Epigraphische Untersuchungen zur Vertauschung der Vokale o und u in der lateinischen Sprache).
Prinz, der seit 1932/33 (zunächst als Stipendiat der Rockefeller-Stiftung) am Thesaurus Linguae Latinae (ThLL) in München arbeitete, wurde im Oktober 1939 von Johannes Stroux mit der Einrichtung der Arbeitsstelle für das Mittellateinische Wörterbuch, das vom  Kartell der deutschen Akademien gerade neu gegründet worden war, betraut. Die hauptsächlich von der Preußischen Akademie der Wissenschaften betreute und finanzierte Arbeitsstelle war wegen der Notwendigkeit der Nutzung der Hilfsmittel des ThLL bei der Bayerischen Akademie der Wissenschaften in München angesiedelt worden. Da Prinz bereits im Dezember 1939 zum Kriegsdienst einberufen wurde und dann, von einer Unterbrechung vom Juli 1940 bis zum März 1942 abgesehen, wegen Kriegseinsatz und später Gefangenschaft gehindert war, die Arbeiten am Wörterbuch fortzusetzen, machte das Unternehmen vorerst nur geringe Fortschritte. Immerhin erarbeitete Prinz in dieser Zeit eine Richtlinie für die Exzerpierung mittellateinischer Texte und eine vorläufige Zitierliste (1941).
Nach der Rückkehr aus sowjetischer Kriegsgefangenschaft im Herbst 1948 konnte Prinz die Arbeit am Wörterbuch schnell wieder aufnehmen und Schritt für Schritt eine erfolgreiche Arbeitsstelle aufbauen. Zu dieser gesellte sich 1950 eine weitere Arbeitsstelle an der Deutschen Akademie der Wissenschaften zu Berlin, die von Johannes Schneider geleitet wurde. Durch die Einweisung des Leiters und Anleitung der Arbeitsgruppe in Ostberlin sowie die spätere faire Zusammenarbeit mit Schneider erwarb sich Prinz besondere Verdienste. Nach einer mehrjährigen Phase, in der das umfangreiche Textcorpus nach auffälligen und registrierenswerten Belegen durchforstet und die Gestaltung der künftigen Lexikonartikel erprobt wurde, ging man 1957/58 zur Ausarbeitung der Wörterbuchartikel über; 1959 erschien die 1. Lieferung. Es gelang Prinz im Zusammenwirken mit dem Berliner Redaktor die Artikelproduktion so zu organisieren, dass jährlich ein Faszikel erscheinen konnte. Bei seinem Ausscheiden aus der Leitung des Unternehmens 1970 lagen 13 Faszikel vor. Noch bis 1976 arbeitete er in der Redaktion mit. 
Prinz nahm trotz der strikten Vorgaben der Wörterbuchkommission der beteiligten Akademien erheblichen Einfluss auf Charakter und Gestalt des entstehenden Lexikons, indem er in der kontinuierlichen praktischen Arbeit Tatsachen schuf, die darauf hinausliefen, die ursprünglichen Zielsetzungen des Unternehmens wesentlich zu modifizieren. Statt des geplanten zweibändigen Wörterbuches, das sich auf mittellateinische Neubildungen und semantische Veränderungen konzentrieren sollte, ist jetzt ein vielbändiges Großwörterbuch des mittelalterlichen Lateins im Entstehen, das dem Vorbild des ThLL nacheifert und breite wissenschaftliche Anerkennung erfahren hat. Neben der Wörterbucharbeit widmete sich Prinz der Edition von Texten, deren Latinität von den Normen des Klassischen Lateins erheblich abweicht (Vulgärlatein).

## Schriften
- Itinerarium Egeriae (Peregrinatio Aetheriae). Hrsg. v. Otto Prinz. 5. neubearb. u. erw. Aufl. Heidelberg 1960. (Sammlung vulgärlateinischer Texte 1).
- Mittellateinisch »bibicus«. Bemerkungen zum Wortschatz des Paulinus von Aquileja. In: Orbis mediævalis. Festgabe für Anton Blaschke ..., hrsg. v. Horst Gericke, Manfred Lemmer und Walther Zöllner, Weimar 1970, S. 211–222.
- Zum Einfluß des Griechischen auf den Wortschatz des Mittellateins. In: Johanne Autenrieth, Franz Brunhölzl, Festschrift Bernhard Bischoff ..., Stuttgart 1971, S. 1–15.
- Die Überarbeitung der Chronik Reginos aus sprachlicher Sicht. In: Literatur und Sprache im europäischen Mittelalter, hrsg. v. Alf Önnerfors, Darmstadt (Wissenschaftliche Buchgesellschaft) 1973, S. 122–141.
- Eine frühe abendländische Aktualisierung der lateinischen Übersetzung des Pseudo-Methodios. In: Deutsches Archiv für Erforschung des Mittelalters 41/1, 1985, S. 1–23.
- Bemerkungen zum Wortschatz der lateinischen Übersetzung des Pseudo-Methodios. In: Variorum munera florum. ... Festschrift für Hans F. Haefele ..., hrsg. v. Adolf Reinle, Ludwig Schmugge und Peter Stotz, Sigmaringen 1985, S. 17–22.
- Zur lexikalischen Auswertung der beiden ältesten Vitae sanctae Wiboradae. In: Ebenda 42,1, 1986, s. 206–212.
- Die Kosmographie des Aethicus. München 1993 (Monumenta Germaniae Historica, Quellen zur Geistesgeschichte des Mittelalters 14).
- Wolfgang Buchwald, Armin Hohlweg, Otto Prinz: Tusculum-Lexikon griechischer und lateinischer Autoren des Altertums und des Mittelalters. 3. neu bearb. u. erw. Aufl. München 1982. (Französische Ausgabe: Dictionnaire des auteurs grecs et latins de l'Antiquité et du Moyen Âge. Turnhout 1991).